# Balkanmeisterschaft 2018 (Badminton)
Die Balkanmeisterschaft 2018 im Badminton fand vom 18. bis zum 20. Mai 2018 in Orestiada statt.

## Sieger und Platzierte
| Disziplin    | Gold | Silber | Bronze |
| ------------ | --- | --- | --- |
| Herreneinzel | Daniel Nikolov | Emre Lale | Peyo Boichinov |
| Herreneinzel | Daniel Nikolov | Emre Lale | Luka Milić |
| Dameneinzel  | Aliye Demirbağ | Neslihan Yiğit | Maria Delcheva |
| Dameneinzel  | Aliye Demirbağ | Neslihan Yiğit | Marija Sudimac |
| Herrendoppel | Daniel Nikolov Alex Vlaar                                                                                             | Muhammed Ali Kurt Emre Lale | Georgios Galvas Panagiotis Skarlatos |
| Herrendoppel | Daniel Nikolov Alex Vlaar                                                                                             | Muhammed Ali Kurt Emre Lale | Peyo Boichinov Ivan Panev |
| Damendoppel  | Aliye Demirbağ Neslihan Yiğit                                                                                         | Bengisu Erçetin Nazlıcan İnci | Theodora Lamprianidou Grammatoula Sotiriou |
| Damendoppel  | Aliye Demirbağ Neslihan Yiğit                                                                                         | Bengisu Erçetin Nazlıcan İnci | Sara Lončar Nataša Pavlović |
| Mixed        | Alex Vlaar Dimitria Popstoikova                                                                                       | Emre Sönmez Zehra Erdem | Stamatis Tsigirdakis Eleni Moutevelidou |
| Mixed        | Alex Vlaar Dimitria Popstoikova                                                                                       | Emre Sönmez Zehra Erdem | Andrija Doder Marija Sudimac |
| Team         | Bulgarien Peyo Boichinov Daniel Nikolov Ivan Panev Alex Vlaar Maria Delcheva Hristomira Popovska Dimitria Popstoikova | Türkei Haktan Doğan Serdar Koca Muhammed Ali Kurt Emre Lale Serhat Salım Emre Sönmez Özge Bayrak Aliye Demirbağ Bengisu Erçetin Zehra Erdem Nazlıcan İnci Neslihan Yiğit | Griechenland Georgios Galvas Panagiotis Skarlatos Stamatis Tsigirdakis Ilias Xanthou Eleni Moutevelidou Elisavet Nioti Grammatoula Sotiriou Irini Tenta |
| Team         | Bulgarien Peyo Boichinov Daniel Nikolov Ivan Panev Alex Vlaar Maria Delcheva Hristomira Popovska Dimitria Popstoikova | Türkei Haktan Doğan Serdar Koca Muhammed Ali Kurt Emre Lale Serhat Salım Emre Sönmez Özge Bayrak Aliye Demirbağ Bengisu Erçetin Zehra Erdem Nazlıcan İnci Neslihan Yiğit | Serbien Igor Bjelan Andrija Doder Luka Milić Nenad Milošević Sara Lončar Nataša Pavlović Marija Sudimac                                                 |

## Teams

### Gruppenphase

#### Gruppe A
| Platz | Team         | Pld | W | L | MF | MA | MD | GF | GA | GD  | PF  | PA  | PD   | Pts | Qualifikation |
| ----- | ------------ | --- | - | - | -- | -- | -- | -- | -- | --- | --- | --- | ---- | --- | ------------- |
| 1     | Bulgarien    | 2   | 2 | 0 | 9  | 1  | +8 | 18 | 3  | +15 | 408 | 293 | +115 | 2   | Q             |
| 2     | Griechenland | 2   | 1 | 1 | 3  | 7  | −4 | 8  | 14 | −6  | 354 | 397 | −43  | 1   | Q             |
| 3     | Moldau       | 2   | 0 | 2 | 3  | 7  | −4 | 6  | 15 | −9  | 330 | 402 | −72  | 0   |               |

#### Gruppe B
| Platz | Team         | Pld | W | L | MF | MA | MD  | GF | GA | GD  | PF  | PA  | PD   | Pts | Qualifikation |
| ----- | ------------ | --- | - | - | -- | -- | --- | -- | -- | --- | --- | --- | ---- | --- | ------------- |
| 1     | Türkei       | 2   | 2 | 0 | 9  | 1  | +8  | 18 | 4  | +14 | 441 | 265 | +176 | 2   | Q             |
| 2     | Serbien      | 2   | 1 | 1 | 6  | 4  | +2  | 14 | 10 | +4  | 416 | 397 | +19  | 1   | Q             |
| 3     | Griechenland | 2   | 0 | 2 | 0  | 10 | −10 | 2  | 20 | −18 | 266 | 461 | −195 | 0   |               |

### Endrunde

#### Spielplan
|  | Halbfinale | Halbfinale   | Halbfinale |  |  | Finale | Finale    | Finale |
|  |            |              |            |  |  |        |           |        |
|  |            |              |            |  |  |        |           |        |
|  |            | Bulgarien    | 3          |  |  |        |           |        |
|  |            | Serbien      | 0          |  |  |        |           |        |
|  |            |              |            |  |  |        | Bulgarien | 3      |
|  |            |              |            |  |  |        | Türkei    | 2      |
|  |            | Griechenland | 0          |  |  |        |           |        |
|  |            | Türkei       | 3          |  |  |        |           |        |
|  |            |              |            |  |  |        |           |        |